# Apple Mighty Mouse

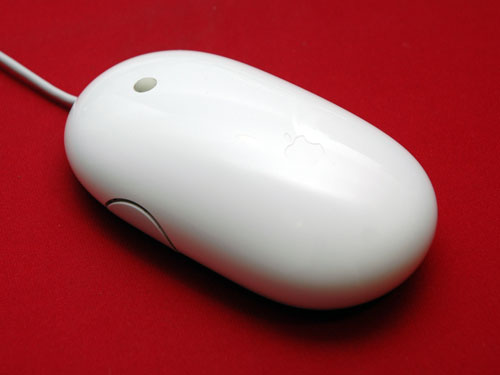
Mighty Mouse

Il Mighty Mouse (nome in codice: "Houdini") è il primo mouse a più pulsanti prodotto e venduto dalla Apple. Fu annunciato e venduto per la prima volta il 2 agosto 2005.
Prima del Mighty Mouse, la Apple vendeva soltanto mouse con un singolo pulsante, introdotti a partire dall'Apple Lisa. Al lancio del Mighty Mouse, la Apple incominciò ad includerlo con la rivisitazione dell'iMac venduta dal 12 ottobre 2005. I Power Macintosh, invece, furono venduti con il Mighty Mouse solo dal 19 ottobre in poi.
Il nuovo mouse fu introdotto appena otto settimane dopo l'annuncio del passaggio ai processori Intel da parte di Apple. Il nome della periferica è usato sotto licenza della Viacom, proprietaria della serie animata Mighty Mouse, sebbene questa probabilmente sia soltanto una precauzione, dato che si tratta di prodotti completamente differenti.
La superficie del Mighty Mouse è bianca opaca, a differenza di quella trasparente del precedente Apple Pro Mouse, e ha il logo Apple impresso a incisione. Il mouse USB possiede una pallina scorrevole che permette all'utente di navigare in tutte le direzioni, diversamente dalle comuni rotelline che scorrono soltanto in due direzioni. I bottoni ai lati permettono di lanciare applicazioni oppure di eseguire funzioni proprie del software Apple, come Dashboard e Mission Control. Questi due bottoni non sono usabili singolarmente; Apple stessa ha spiegato che devono essere premuti contemporaneamente. Come i precedenti mouse prodotti dall'azienda, il Mighty Mouse rileva il movimento del mouse otticamente.
In questo mouse i due pulsanti principali (sinistro e destro) sono inglobati nella scocca di plastica: l'utente preme su di essa con due dita per ottenere un click dal tasto sinistro, mentre con il solo dito destro per ottenere un click dal tasto destro. È immediatamente evidente la sua scomodità nell'utilizzare i 2 tasti, in quanto la copertura di plastica che li racchiude entrambi fa sì che premendo un tasto molte volte se ne preme l'altro. macOS è nativamente configurato in modo da non riconoscere un click destro, per non confondere gli utenti principianti.
Il mouse è compatibile anche con i PC equipaggiati con Microsoft Windows senza driver addizionali. Tuttavia alcune funzionalità (come lo scorrimento orizzontale) non sono disponibili.
Viene prodotto un modello da collegare tramite porta USB e uno senza fili con tecnologia Bluetooth.
Dal 12 ottobre 2005, il Mighty Mouse viene venduto con gli iMac G5, e dal 19 ottobre 2005, anche con i Power Mac G5.
In anni recenti il Mighty Mouse ha cambiato nome in Apple Mouse, a causa di una violazione dei diritti:
- Mighty Mouse era il nome di un personaggio dei cartoni animati degli anni '40
- M&M aveva già fatto causa ad apple nel 2004 poiché il nome Mighty Mouse era di loro proprietà, adoperato per un mouse impermeabile e lavabile.

## Funzionalità
- La copertura superiore è sensibile alla zona di pressione
- Pallina scorrevole a 360°
- Pulsanti premibili alle estremità
- Rilevamento dei movimenti ottico
- Compatibile con i computer Macintosh e con i PC
- I quattro pulsanti sono programmabili
- Piccolo altoparlante piezoelettrico interno per fornire un feedback sonoro quando si scorre e si premono i pulsanti